# Elatostema paivaeanum
Elatostema paivaeanum är en nässelväxtart som beskrevs av Hugh Algernon Weddell. Elatostema paivaeanum ingår i släktet Elatostema och familjen nässelväxter. Inga underarter finns listade i Catalogue of Life.